# Centroclisis adnexa
Centroclisis adnexa är en insektsart som först beskrevs av Luisa Eugenia Navas 1915.  Centroclisis adnexa ingår i släktet Centroclisis och familjen myrlejonsländor. Inga underarter finns listade i Catalogue of Life.